# Dąb (herb szlachecki)
Dąb (Czelechy, Dub, Ehler, Żelechy) – polski herb szlachecki, pochodzenia czeskiego, nie posiadający zawołania.

## Opis herbu
W polu czarnym dąb złoty z trzema żołędziami, dwoma liśćmi i pięcioma korzeniami w takim samym kolorze.
Klejnot: samo godło, bez korzeni.

## Geneza
Przyniesiony z Czech w XVI wieku. Według Szymańskiego herb ten został nadany Janowi Aichlerowi, rajcy krakowskiemu w 1541 przez cesarza Karola V, który 24 sierpnia 1542 otrzymał szlachectwo polskie.

## Herbowni
Achler, Achremowicz, Adamczewski, Adamczowski, Aichler, Ajhler, Bielkiewicz, Biskupski, Dąb, Dubieński, Dubojski, Dubowik, Dubowski, Dzierżek, Dzierżko, Fabrycjusz, Głodowski, Gołaszewski, Kocorowski, Koczorowski, Korzeliński, Kozubowski, Rudnicki, Skirmunt, Szewiński, Szilsław, Szulc, Worcel, Worcell, Zdzisławski, Zelsławski.

## Odmiany herbu
|  | Odmiany herbu Dąb |

Jedną z odmian jest również herb Żelsławski, będący wariantem herbu Dąb z czerwonym polem, odciętym wierzchołkiem oraz dwoma żołędziami po lewej stronie i dwoma żołędziami po prawej stronie.